# Dólmen Forno dos Mouros
Der Dólmen Forno dos Mouros (deutsch „Ofen der Mauren“) liegt in Toques, nordöstlich von A Moruxosa und westlich von Lugo in Galicien in Spanien und ist eine der gut erhaltenen Megalithanlagen der Region. Dolmen gleichen Namens existieren in Carvalhas, oder gleichen Beinamens (Anta da Santa Marta) bei Porto beide in Portugal.
Die Kammer ist etwa 3,0 m lang und 2,0 m breit und hoch. Alle Tragsteine der Kammer und des Ganges und der große, hinten weit überstehende Deckstein der Kammer sind erhalten, aber über dem etwa 3,0 m langen Gang fehlen die Decksteine.
Ein wichtiges Detail sind erhaltene Reste der Malereien auf dem ersten Orthostaten auf der linken Seite. Die Bilder bestehen aus roten und schwarzen Zickzack-Mustern auf weißem Hintergrund. Die Motive ähneln denen im Dolmen von Dombate und den Ritzungen von Roza das Modias. Heute sind die Bilder abgedeckt, um ihre Erhaltung zu gewährleisten.